# Apsilochorema clavigerum
Apsilochorema clavigerum är en nattsländeart som beskrevs av Schmid 1989. Apsilochorema clavigerum ingår i släktet Apsilochorema och familjen Hydrobiosidae. Inga underarter finns listade i Catalogue of Life.